# Étaule
Étaule là một xã của Pháp,tọa lạc ở tỉnh Yonne trong vùng Bourgogne-Franche-Comté.

## Hành chính
| Danh sách các thị trưởng               |           |                  |              |                     |
| Giai đoạn                              | Giai đoạn | Tên              | Đảng         | Tư cách             |
| 2001                                   | 2014      | Olivier Rauscent | conservateur | exploitant agricole |
| Tất cả các dữ liệu trước đây không rõ. |           |                  |              |                     |

## Biến động dân số
| Năm | 1962 | 1968 | 1975 | 1982 | 1990 | 1999 |
| --- | ---- | ---- | ---- | ---- | ---- | ---- |
| Dân số | 298  | 327  | 298  | 335  | 393  | 409  |
| From the year 1962 on: No double counting—residents of multiple communes (e.g. students and military personnel) are counted only once. |      |      |      |      |      |      |